# EWL Genossenschaft
Die EWL Genossenschaft, bis 2010 Elektrizitätswerk Lauterbrunnen, ist eine Genossenschaft mit Sitz in der Gemeinde Lauterbrunnen. Mitglieder sind rund 600 Genossenschafter aus der Region mit einem Genossenschaftskapital von etwa 2,3 Millionen Schweizer Franken.
Die Stromversorgung der Gemeinde Lauterbrunnen gehört zu den öffentlich-rechtlichen Aufgaben. Die gesamte Eigenproduktion beträgt rund 23 Millionen kWh pro Jahr, davon werden ca. 650'000 kWh/Jahr aus dem Trinkwasserkraftwerk Birrmättli erzeugt. Das EWL beschäftigt rund 40 Mitarbeiter und bildet bis zu 6 Lehrlinge aus.
Zum Unternehmen gehören die Geschäftsstellen Lauterbrunnen, Mürren, Stechelberg und Wengen.

## Geschichte
1894 wurde die Genossenschaft Wasserwerk Lauterbrunnen Vordergrund gegründet. Ihre Absicht war, ein Hydrantennetz von 14 Stück im Dorfkern von Lauterbrunnen zu erstellen. Die Genossenschaft wurde fünf Jahre später in Licht- und Wasserwerk umbenannt. Der Zweck wurde erweitert um den Passus „Erzeugung und Abgabe von elektrischer Energie zu Licht- und Kraftzwecken für die Gemeinde Lauterbrunnen und Umgebung“.
1905 wurde die Genossenschafts-Bezeichnung Licht- und Wasserwerk Lauterbrunnen (LWL) auch im Handelsregister eintragen. Die alte Bezeichnung „Wasserwerk von Lauterbrunnen Vordergrund“ entfiel.
Am 12. August 1933 um 20:30 Uhr wurden das Sefinental und der Talboden von einem heftigen Gewitter mit Hagelschlag heimgesucht. Die EWL-Gebäude samt Einrichtungen, die Wasserfassung und die Druckleitung wurden stark beschädigt.
Eine Frequenzerhöhung des Netzes von 40 Hz auf 50 Hz erfolgte in den Jahren 1945/1946. Diese Umstellung wurde nötig, da fast das ganze schweizerische Verteilnetz auf 50 Hz basierte.
Eine ausserordentliche Generalversammlung 1955 genehmigte den ersten Energielieferungsvertrag mit den Bernischen Kraftwerken. Eine wesentliche Neuerung war, dass das EWL praktisch alle Überschussenergie im Sommer verkaufen konnte.
1974/1979 erfolgte eine technische Rundum-Erneuerung: Dabei wurde das Einlaufbauwerk der Wasserfassung, der Ersatz und gleichzeitige Vergrösserung der Druckleitung, eine Leistungssteigerung der Maschine 2 auf 2'700 kW und der Neubau der Schaltanlage sowie die Halbautomatisierung des ganzen produzierenden Betriebes realisiert. Das talweite Lichtwellenleiter-Netz wurde 2001 in Betrieb genommen. 2005 folgte die Inbetriebnahme des Trinkwasser-Kraftwerks Birrmättli. Am 31. März 2010 änderte das Elektrizitätswerk Lauterbrunnen seinen Namen in EWL Genossenschaft.

## Kraftwerke

### Zentrale Stechelberg
Im hinteren Teil des Lauterbrunnentals steht in Stechelberg seit 1905 die Produktionszentrale. Sie wird mit dem Wasser der Sefinenlütschine durch eine 550 m lange Druckleitung mit einem Gefälle von 252 m versorgt. Die Quellen liegen im Gebiet des UNESCO Weltnaturerbes Jungfrau-Aletsch-Bietschhorn. Die 1979 modernisierte Anlage trägt mit ihrem Hochdruck-Laufwerk (Pelton-Turbine) mit einer Nennleistung von 4'300 kW und einer mittleren Jahresproduktion von gut 23 Millionen kWh pro Jahr zur Energieversorgung des Lauterbrunnentales bei.

### Trinkwasser-Kraftwerk Birrmättli Lauterbrunnen
Oberhalb des Ortes Lauterbrunnen steht seit 2005 das Trinkwasserkraftwerk Birrmättli. Das Kraftwerk wird von verschiedenen Trinkwasserquellen vom Spycherboden und Sieben-Brünnen durch eine 1113 m lange Druckleitung versorgt. Mit der installierten Turbinenleistung von 133 kW liefert das Trinkwasserkraftwerk Birrmättli eine mittlere Jahresproduktion von ca. 650'0000 kWh in das EWL-Netz.

## Leitungsnetz
Die EWL Genossenschaft baut, betreibt und unterhält im Auftrag der Gemeinde das elektrische Versorgungsnetz (16 kV/0,4 kV) sowie die öffentliche Beleuchtung in der Gemeinde Lauterbrunnen und stellt die benötigte Infrastruktur zur Verfügung. Das Versorgungsgebiet des EWL umfasst das ganze Lauterbrunnental. Dies schliesst die Bezirke Lauterbrunnen, Isenfluh, Mürren, Gimmelwald, Stechelberg und Wengen ein.

### Lichtwellenleiter
Das 2001 in Betrieb genommene Lichtwellenleiternetz des EWL (Kabel- und Freileitungen) umfasst heute ca. 30 km.